# Ioan Igna
Ioan Igna, né le 4 juin 1940, est un ancien arbitre roumain de football.
Il commença à arbitrer au niveau international dès 1976. Depuis avril 2009, il dirige le comité des arbitres roumains. Il fut suspecté d'avoir reçu un pot-de-vin de 50 000 dollars de la part du président du Sporting CP en 1984, pour arranger la demi-finale de la C2 entre FC Porto et Aberdeen FC.

## Carrière
Il a officié dans des compétitions majeures : 
- Coupe du monde de football des moins de 20 ans 1981 (1 match)
- JO 1984 (1 match)
- Coupe du monde de football de 1986 (quart-de-finale Brésil-France 1-1 tab 3-4)
- Coupe UEFA 1986-1987 (match retour de la finale)
- Euro 1988 (1 match)